# Міністерство охорони здоров'я Української РСР
Міністерство охорони здоров'я Української РСР — союзно-республіканське міністерство, входило до системи органів охорони здоров'я СРСР і підлягало в своїй діяльності Раді Міністрів УРСР і Міністерству охорони здоров'я СРСР.

## Історія
Створене з Народного комісаріату охорони здоров'я УРСР у березні 1946 року у зв'язку з переформуванням наркоматів.

## Народні комісари охорони здоров'я УРСР
- Тутишкін Петро Петрович (1919)
- Винокуров Олександр Миколайович (1919—1919)
- Кост Микола Андрійович (в.о, 1919—1920)
- Гуревич Мойсей Григорович (1920—1925)
- Єфимов Дмитро Іванович (1925—1929)
- Канторович Соломон Ілліч (1929—1937)
- Овсієнко Іван Іванович (1938—1944)
- Музиченко Андрій Павлович (1944—1944)
- Кононенко Іларіон Пилипович (1944—1947)

## Міністри охорони здоров'я УРСР
- Медведь Левко Іванович (1947—1952)
- Шупик Платон Лукич (1952—1954)
- Братусь Василь Дмитрович (1954—1956)
- Шупик Платон Лукич (1956—1969)
- Братусь Василь Дмитрович (1969—1975)
- Романенко Анатолій Юхимович (1975—1989)
- Спіженко Юрій Прокопович (1989—1994)